# Samson Kitur
Samson Kitur (Eldoret, 25 febbraio 1966 – Eldoret, 25 aprile 2003) è stato un velocista keniota, specializzato nei 400 metri piani.

## Biografia
Si rivela al grande pubblico nel 1990, ai Giochi del Commonwealth di Auckland, quando è medaglia d'argento nell'individuale e d'oro in staffetta.
È vincitore ai Giochi Panafricani nel 1991, mentre l'anno successivo conquista la medaglia di bronzo alle Olimpiadi di Barcellona nella gara vinta da Quincy Watts. Il 1993 lo vede conquistare un'altra medaglia di bronzo individuale ai campionati mondiali di Stoccarda, a cui se ne aggiunge una d'argento vinta con la staffetta.
Muore a 37 anni per una malattia non meglio specificata.

## Palmarès
| Anno | Manifestazione          | Sede       | Evento      | Risultato | Prestazione | Note             |
| ---- | ----------------------- | ---------- | ----------- | --------- | ----------- | ---------------- |
| 1990 | Giochi del Commonwealth | Auckland   | 400 m piani | Argento   | 44"88       |                  |
| 1990 | Giochi del Commonwealth | Auckland   | 4×400 m     | Oro       | 3'02"48     |                  |
| 1991 | Mondiali indoor         | Siviglia   | 400 m piani | Argento   | 46"21       |                  |
| 1991 | Giochi panafricani      | Il Cairo   | 400 m piani | Oro       | 45"40       |                  |
| 1992 | Giochi olimpici         | Barcellona | 400 m piani | Bronzo    | 44"24       |                  |
| 1992 | Giochi olimpici         | Barcellona | 4×400 m     | Batteria  | 2'59"63     | Record nazionale |
| 1993 | Mondiali                | Stoccarda  | 400 m piani | Bronzo    | 44"54       |                  |
| 1993 | Mondiali                | Stoccarda  | 4×400 m     | Argento   | 2'59"82     |                  |
| 1995 | Giochi panafricani      | Harare     | 400 m piani | Oro       | 44"36       |                  |

## Campionati nazionali
1996
- Argento ai Campionati kenioti, 400 m - 44"81

1997
- 5º ai Campionati kenioti, 400 m - 46"0 m

## Altre competizioni internazionali
1990
- Oro ai Campionati africani  ( Il Cairo), 400 m piani - 45"13

1993
- 4º alla IAAF Grand Prix Final ( Londra), 400 m piani - 45"13

1994
- Bronzo alla IAAF Grand Prix Final ( Parigi), 400 m piani - 45"37
- 6º alla Coppa del mondo ( Londra), 400 m piani - 45"98